# Aurora, Colorado
Aurora este un oraș american  care se întinde pe suprafața a trei comitate ale statului american Colorado, comitatele Arapahoe, Adams și Douglas.
Orașul Aurora este ca populație cel de-al treilea oraș al statului  Colorado, respectiv ocupă locul al 59-lea dintre toate orașele din Statele Unite.  Populația sa estimată la 1 iulie 2007 era de 324.655 de locuitori. Denver și Aurora sunt cele două aglomerări urbane principale ale zonei metropolitane, care avea în 2007 o populație totală estimată de 2.464.866 de locuitori.